# Пожарская, Светлана Петровна
Светла́на Петро́вна Пожа́рская (18 сентября 1928 — 11 декабря 2010) — советский и российский историк, доктор исторических наук, профессор, заслуженный деятель науки РСФСР, главный научный сотрудник Отдела истории Нового времени Института всеобщей истории РАН. Автор многочисленных исследований по истории Испании XIX—XX веков. Вклад С. П. Пожарской в русскую испанистику высоко оценён в Испании. Одна из авторов «Большой Российской энциклопедии».

## Биография
Дочь Петра Николаевича Пожарского (ум. 1940) и Минны Яковлевны Райской (ум. 1961). В 1951 году окончила исторический факультет МГУ имени М. В. Ломоносова. В 1958 году защитила кандидатскую диссертацию «О роли Социалистической рабочей партии Испании в буржуазно-демократической революции (1931—1933)», в 1971 году — докторскую диссертацию «Внешняя политика Испании в годы Второй мировой войны».
Консультировала 20 кандидатов и восемь докторов исторических наук, специализирующихся по истории Испании. В качестве члена редакционной коллегии участвовала в создании и публикации серии «Проблемы испанской истории», а также сборников документов по истории Испании. Ответственный редактор «Испанского альманаха». Внесла выдающийся вклад в изучение новой и новейшей истории Испании, в том числе исследовала международные аспекты испанской гражданской войны и влияние испанских событий на политику Европы.
Автор первой в России научной монографии о Франсиско Франко, охватывающей весь период жизни каудильо на обширном историческом фоне. Пожарская дает развёрнутый анализ проблем, приведших общество к кризису и ставшими причиной франкизма. Впервые обращается к ряду архивных документов, приводит свидетельства участников событий (в частности, участников гражданской войны в Испании) и таким образом опровергает многие мифы об испанской истории.
Муж — Н. Н. Яковлев (1927—1996), историк-американист. 
Похоронена в Москве на Новодевичьем кладбище.

## Научные

### Монографии
- Пожарская С. П. Социалистическая рабочая партия Испании. 1931—1939. М., Наука, 1966.
- Пожарская С. П. Тайная дипломатия Мадрида (Внешняя политика Испании в годы Второй мировой войны). М., Международные отношения, 1971.
- Пожарская С. П. От 18 июля 1936 — долгий путь. М., Молодая гвардия, 1977
- Пожарская С. П. Испания и США: Внешняя политика и общество, 1936—1976. М., Наука, 1982.
- Пожарская С. П. Франсиско Франко и его время. М., 2007.
- исп. Breve historia del franquismo. Barcelona, 1987.

### Статьи
- Пожарская С. И. Академик Иван Михайлович Майский (К 90летию) // Проблемы испанской истории. 1975. М., 1975. С. 189—198.
- Пожарская С. И. Анатомия кортесов: Особенности избирательной кампании в Испании // Российская Федерация. 1995. № 21. С. 61-62.
- Пожарская С. И. Борьба испанского народа за свержение монархии. 14 апреля 1931 г. // Вестник Московского университета. Историко-филологическая серия. 1957. № 3. С. 79-103.
- Пожарская С. И. Бурбоны в Испании // Новая и новейшая история. 1993. № 1. С. 153—170.
- Пожарская С. И. Введение // Монархи Европы. Судьбы династий. М., 1996. С. 3-5
- Пожарская С. П., Намазова А. С. Введение: Модернизация Европы в XIX- начале XXвека // История Европы. Т. 5. От Французской революции конца XVIII века до Первой мировой войны. М., 2000. С. 5-12.
- Пожарская С. И. Великий Октябрь и испанское общество // Великий Октябрь и исторический прогресс. М., 1987. С. 138—154.
- Пожарская С. И. Воскрешение монархии в Испании: Почему это оказалось возможным? // Политическая история на пороге XXIвека: Традиции и новации. М., 1995. С. 159—166.
- Пожарская С. И. Генералиссимус Франко и его время // Новая и новейшая история. 1990. № 6. С. 164—185.
- Пожарская С. И. «Голубая дивизия» на советско-германском фронте (1941—1943 гг.): Исторический очерк // Вопросы истории. 1969. № 8. С. 107—126.
- Пожарская С. П., Шубин А. В. Гражданская война и франкизм в Испании // Тоталитаризм в Европе XXвека: Из истории идеологий, движений, режимов и их преодоления. М., 1996. С. 150—179.
- Пожарская С. И. Гражданская война в Испании в контексте международных отношений в канун второй мировой войны // Европа между миром и войной, 1918—1939. М., 1992. С. 152—172.
- Пожарская С. И. Гражданская война в Испании и проблемы Средиземноморья // Средиземноморье и Европа: Исторические традиции и современные проблемы. М., 1986. С. 60-70.
- Пожарская С. И. Две Испании // Национальная идея на европейском пространстве в XXвеке. II. М., 2005. С. 142—150.
- Пожарская С. И. Действительный член Академии наук СССР Иван Михайлович Майский // Новая и новейшая история. 1974. № 2. С. 189—195.
- Пожарская С. И. Династия Бурбонов // Монархи Европы. Судьбы династий. М., 1996. 143—170.
- Пожарская С. И. Думал ли Франко о будущем Испании? // Проблемы испанской истории. М., 1992. С. 5-15.
- Пожарская С. И. Европейский мир на рубеже эпох: конец XVIII- 1815 г. Испания; Испания: конституционное трёхлетие; Новый режим конституционной монархии в Испании; Демократическое семилетие в Испании // История Европы. Т. 5. От Французской революции конца XVIIIвека до Первой мировой войны. М., 2000. С. 122—125, 175—177, 225—229, 443—448.
- Пожарская С. И. Испания глазами российских послов конца XVIII — начала XIXвека // Россия и Европа: Дипломатия и культура. М., 1995. Вып. 1. С. 30-38.
- Пожарская С. И. Испания и вторая мировая война // Новая и новейшая история. 1968. № 1. С. 35-48.
- Пожарская С. И. ИСРП: этапы восхождения: О роли Испанской социалистической рабочей партии в политической жизни страны // Новое время. 1982. № 51. С. 14-15.
- Пожарская С. И. Исследования по новейшей истории стран Западной Европы // Советская историческая наука в 1975—1979 гг. М., 1980. С. 144—157.
- Пожарская С. И. Кадисские кортесы // Из истории европейского парламентаризма. Испания и Португалия. М., 1996. С. 53-66.
- Пожарская С. П., Варьяш О. И. Коллоквиум историков СССР и Испании // Вопросы истории. 1986. № 6. С. 149—151.
- Пожарская С. П., Варьяш О. И. Коллоквиум историков СССР и Португалии, 11 мая 1986. Лиссабон // Вопросы истории. 1987. № 2. С. 163—165.
- Пожарская С. И. Коллоквиум историков СССР и Испании // Вопросы истории. 1988. № 1. С. 146—147.
- Пожарская С. И. Коминерн и гражданская война в Испании // СССР, Франция и эволюция Европы в 30-е годы М., 2003. С. 154—172.
- Пожарская С. И. Коммунистическая партия Испании на переломе: О значении IVсъезда КПИ // Проблемы рабочего и антифашистского движения в Испании. М., 1960. С. 111—134.
- Пожарская С. И. Конституция 1931 г. // Из истории европейского парламентаризма. Испания и Португалия. М., 1996. С. 105—112.
- Пожарская С. И. Луис Аракистайн и левые в ИСРП // Проблемы испанской истории. 1987. М., 1987. С. 26-42.
- Пожарская С. И. Нападение гитлеровской Германии на СССР и Испания // Ежегодник германской истории за 1976 г. // М., 1977. с. 306—312.
- Пожарская С. И. Научные встречи с историками Испании и Португалии // Новая и новейшая история. 1984. № 5. С. 216—217.
- Пожарская С. И. Нейтральные государства. Испания // Мировые войны XXвека. Книга 3. Вторая мировая война: Исторический очерк. М., 2002. С. 258—265.
- Пожарская С. И. О признании Испанией независимости США // Новая и новейшая история. 1975. № 1. С. 83-94.
- Пожарская С. И. Образы России и Испании глазами испанских и российских послов // Россия и Европа: Дипломатия и культура. Вып. 3. М., 2004. С. 75-85.
- Пожарская С. П., Намазова А. С. Общие тенденции развития Европы в XIX- начале XX в. // Новая и новейшая история. 1999. № 4. С. 51-60.
- Пожарская С. И. Октябрь и Испания // Великая Октябрьская социалистическая революция и страны Западной Европы. М., 1978. С. 123—136.
- Пожарская С. И. Особенности формирования национально-государственного комплекса на Пиренейском полуострове (на примере Испании) // * Пожарская С. И. Проблемы испанской истории. 1984. М., 1984. С. 5-18.
- Пожарская С. И. Об истоках перехода от диктатуры к демократии в Испании // Политика и власть в Западной Европе XXвека. М., 2000. С. 211—228.
- Пожарская С. И. От диктатуры к демократии: О роли испанского короля Хуана Карлоса I // Европейские монархи в прошлом и настоящем. СПб. 2001. С. 129—136.
- Пожарская С. И. Открытие Америки: Взгляд историка // Новая и новейшая история. 1992. № 3. С. 72-78.
- Пожарская С. И. Первый коллоквиум историков СССР и Испании // Новая и новейшая история. 1982. № 2. С. 213—214.
- Пожарская С. П., Хенкин С. М. Послевоенный франкизм и его демонтаж // Тоталитаризм в Европе XXвека: Из истории идеологий, движений, режимов и их преодоления. М., 1996. С. 421—438.
- Пожарская С. И. Революция 1820—1823 гг. в Испании // Латинская Америка в исторической ретроспективе XVI—XIX вв. М., 1994. С. 151—157.
- Пожарская С. И. Россия и Испания в годы наполеоновских войн // Россия и Европа: Дипломатия и культура. М., 2002. Вып. 2. С. 63-74.
- Пожарская С. И. Русско-испанские отношения в конце XVII- первой четверти XIX вв. (факторы интереса) // Россия и Испания: Историческая ретроспектива. М., 1987. С. 48-63.
- Пожарская С. И. Советская историография антифашистской войны в Испании, 1936—1939 // Новая и новейшая история. 1987. № 2. С. 201—212.
- Пожарская С. И. Становление испанского либерализма // Европейский либерализм в новое время: Теория и практика. М., 1995. С. 81-89.
- Пожарская С. И. Тактика Испанской социалистической рабочей партии в первые годы буржуазно-демократической революции (1931—1933 гг.) // Из истории освободительной борьбы испанского народа. М., 1959. С. 263—307.
- Пожарская С. И. Унитарное государство совместимое с автономией национальностей и регионов // Опыт европейского федерализма. М., 2002. С. 210—218.
- Пожарская С. И. Фашистская фаланга в Испании // Новая и новейшая история. 1972. № 5.; !973. № 1. С. 120—135.
- Пожарская С. И. Франсиско Франко Баамонде — диктатор и реформатор // Российская Федерация. 1994. № 18. с. 61-64.
- Пожарская С. И. Франсиско Франко и его время // Вопросы истории. 2005. № 1.
- Испанская революция 1931—1939 : [арх. 7 декабря 2022] / Пожарская С. П. // Исландия — Канцеляризмы. — М. : Большая российская энциклопедия, 2008. — С. 73—76. — (Большая российская энциклопедия : [в 35 т.] / гл. ред. Ю. С. Осипов ; 2004—2017, т. 12). — ISBN 978-5-85270-343-9.
- Коммунистическая партия Испании : [арх. 3 января 2023] / Пожарская С. П. // Киреев — Конго [Электронный ресурс]. — 2009. — С. 663. — (Большая российская энциклопедия : [в 35 т.] / гл. ред. Ю. С. Осипов ; 2004—2017, т. 14). — ISBN 978-5-85270-345-3.

### Рецензии
- Пожарская С. И. Рец. на: Кантор Л. М. Помощь французского народа испанским беженцам во Франции в 1936—1939 гг. Ярославль, 1971 // Вопросы истории. 1973. № 5. С.175-176.
- Пожарская С. И. Рец. на: Кирьякидис Г. Д. Гражданская война в Греции, 1946—1949. М., 1972 // Новая и новейшая история. 1973. № 5. С. 175—176.
- Пожарская С. И. Рец. на: Мещеряков М. Т. Испанская республика и Коминтерн: Национально-революционная борьба испанского народа и политика Коммунистического Интернационала, 1936—1939 гг. М., 1981 // Новая и новейшая история. 1983. № 2. С. 192—193.
- Пожарская С. И. Рец. на: Общественно-политическая мысль европейского Просвещения. М., 2002 // Вопросы истории. 2003. № 6. С. 168—170.
- Пожарская С. И. Рец. на: Покровская С. А. Движение против войны и фашизма во Франции, 1932—1939 гг. М., 1980 // Новая и новейшая история. 1981. № 4. С. 195—196.

### Ответственный редактор
- Варьяш О. И., Черных А. П. Португалия: дороги истории. М., 1990.
- Контакт. El contacto: сборник статей. М., 1990.
- Власть, общество и личность в истории. М., Наука, 2008
- Европейский либерализм в Новое время: Теория и практика. М., ИВИ РАН, 1995
- Из истории европейского парламентаризма: Испания и Португалия. М., [РАН], 1996
- История и современность. М., Наука, 2010.
- Лопухов Б. Р. Эволюция буржуазной власти в Италии, первая половина XX в. М., Наука, 1986
- Проблемы испанской истории. М., Наука, 1979; 1984; 1987; 1992
- Испанский альманах. М., Наука, 2008; 2010.
- Основные этапы формирования гражданского общества в странах Западной Европы и России в XIX—XX вв. М., 2007.
- (в соавторстве с А. И. Саплиным) Коминтерн и Гражданская война в Испании. М., 2001.
- Россия и Испания: Документы и материалы, 1667—1917. Т.2: 1800—1917. М., Памятники исторической мысли, 1997. (Подбор документов и комментарии в соавторстве с А. И. Саплиным)